# 兴州 (河北)
兴州，金朝时设置的州。
承安五年（1200年），金朝政府改辽朝北安州为兴州，治所在兴化县（今河北省承德市西南、滦平县西），包括今承德市、隆化县、滦平县之间地区。元朝致和年间后辖境缩小。因属县所升宜兴州为小兴州，所以对称为大兴州。明太祖洪武初常遇春在此击败元朝军马，明朝建立兴州前卫、兴州后卫、兴州中卫、兴州左卫、兴州右卫五卫。永乐初年卫入内地，兴州故城废。